# Drömmen om ett annat liv
Drömmen om ett annat liv (originaltitel Óðal feðranna) är en isländsk-svensk film från 1980 med regi och manus av Hrafn Gunnlaugsson.

## Rollista
- Jakob Þór Einarsson – Stefán
- Jóhann Sigurðsson – Helgi
- Guðrún Þórðardóttir – Helga
- Hólmfríður Þórhallsdóttir – Guðrún
- Sveinn M. Eiðsson – drängen
- Magnús Ólafsson – affärsägaren
- Theodora Þórðardóttir – affärsägarens hustru
- Þórhalla Árnadóttir – affärsägarens dotter
- Friðrik Adolfsson – parlamentsledaren
- Þórey Jónsdóttir – parlamentsledarens hustru
- Daðey Ólafsdóttir – parlamentsledarens dotter
- Björgvin Halldórsson
- Einar Skúlason – man på toaletten